# Cercopis innotata
Cercopis innotata är en insektsart som först beskrevs av Victor Lallemand 1949.  Cercopis innotata ingår i släktet Cercopis och familjen spottstritar. Inga underarter finns listade i Catalogue of Life.